# Leaellynasaura
Leaellynasaura era um dinossauro herbívoro e bípede que viveu há 130 milhões de anos no cretáceo inferior, na Austrália e Antártica quando os dois ainda eram juntos.Acredita-se que o animal possuía uma visão excepcional, podendo até enxergar tranquilamente no escuro.

Comparação de tamanho com um humano.

Seu nome foi dado em homenagem à filha do paleontólogo que o encontrou.